# Cecilia di Meclemburgo-Schwerin
Cecilia di Meclemburgo-Schwerin (nome completo Cecilie Auguste Marie Herzogin von Mecklenburg-Schwerin; Schwerin, 20 settembre 1886 – Bad Kissingen, 6 maggio 1954) era la principessa ereditaria tedesca e la principessa ereditaria di Prussia come moglie del principe ereditario tedesco Guglielmo, il figlio dell'imperatore tedesco Guglielmo II.
Il Palazzo Cecilienhof a Potsdam così come la nave a vela Herzogin Cecilie sono stati chiamati in suo onore, nonché la SS Kronprinzessin Cecilie.

## Infanzia
Cecilia era la più giovane delle figlie femmine di Federico Francesco III di Meclemburgo-Schwerin e della granduchessa Anastasija Michajlovna di Russia. Trascorse gran parte della sua infanzia a Schwerin alla residenza reale di Ludwiglust e al castello di caccia, Gelbensande, a pochi chilometri dalla costa del mar Baltico. Suo padre soffriva di una grave forma di asma e il clima freddo umido del Meclemburgo-Schwerin non era ideale per la sua salute. Di conseguenza, Cecilia trascorse lunghi periodi con la sua famiglia a Cannes, nel sud della Francia. La costa meridionale francese era all'epoca uno dei luoghi favoriti dai membri delle famiglie reali europee e fu lì che Cecilia ebbe modo di conoscere molti membri di diverse casate reali. Molti di questi reali erano i suoi parenti russi nonché l'ex imperatrice francese Eugenia, vedova dell'ormai defunto da tempo, Napoleone III. Conobbe anche il prozio del suo futuro marito, Re Edoardo VII del Regno Unito. 

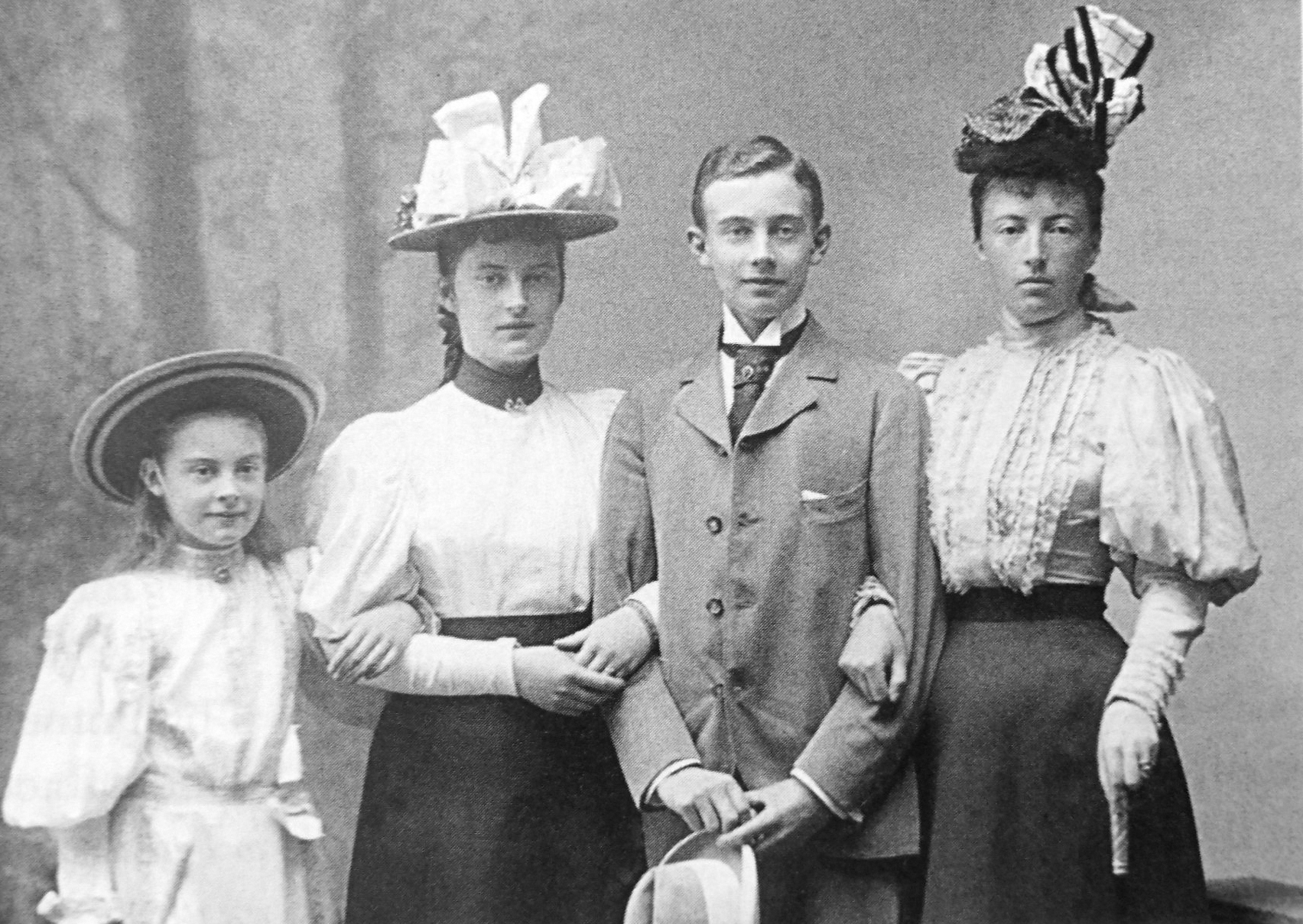
Cecilia, Alessandrina e Federico Francesco di Mecklenburg-Schwerin con la loro madre, la Granduchessa Anastasia.

Durante la visita invernale del 1897, la sorella di Cecilia, Alessandrina conobbe il suo futuro marito, il principe ereditario danese Cristiano, salito al trono come Cristiano X di Danimarca, poco prima della precoce morte del loro padre, all'età di 46 anni. Dopo il ritorno a Schwerin, Cecilia e sua madre trascorsero del tempo con la madre vedova in Danimarca. Le nozze di sua sorella ebbero luogo a Copenaghen nell'aprile 1898. Con la morte di suo padre, la madre portò Cecilia sempre di più durante i mesi estivi a visitare la sua famiglia in Russia. Cecilia abitò nella casa del nonno materno, villa Mikhailovskoe. Fu solo dopo il matrimonio che tali visite cessarono.

## Matrimonio

### Fidanzamento
Durante i festeggiamenti per le nozze di suo fratello a Schwerin nel giugno 1904, la diciassettenne Cecilia ebbe modo di conoscere il suo futuro marito, il principe ereditario Guglielmo. Il Kaiser Guglielmo II aveva mandato il figlio maggiore per i festeggiamenti come suo rappresentante personale. Più alta di molte donne del suo tempo, Cecilia era alta quanto il principe ereditario tedesco, 182 centimetri. Guglielmo fu colpito dalla sua grande bellezza, capelli e occhi scuri. Il 4 settembre 1904, la giovane coppia celebrò il loro fidanzamento al casino di caccia di Meclemburgo-Schwerin, Gelbensande. Il Kaiser tedesco come regalo di fidanzamento fece costruire una residenza in legno per la coppia nelle vicinanze. Il 5 settembre furono scattate le prime foto ufficiali della coppia.

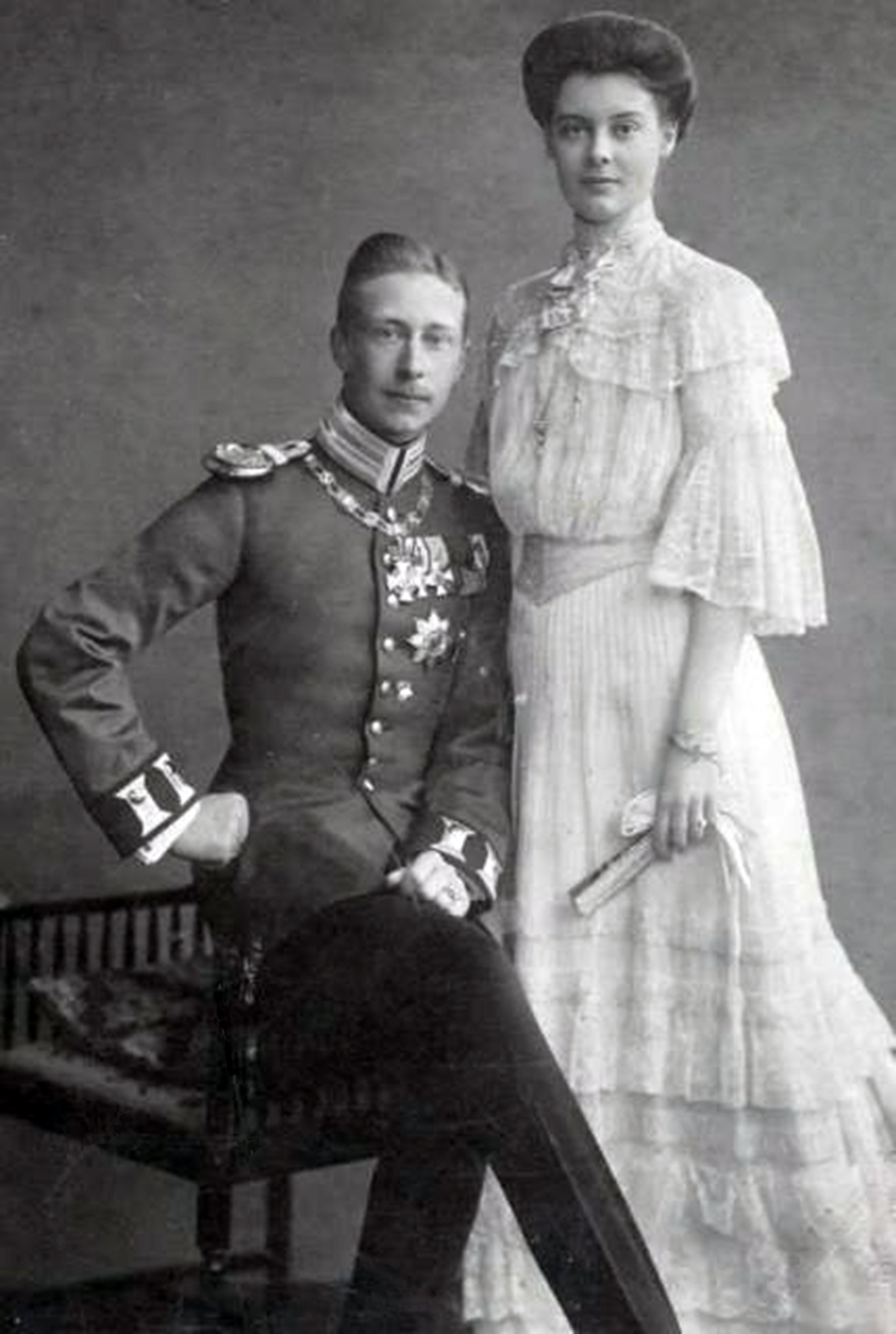
Cecilia e Guglielmo nel giorno del fidanzamento

### Nozze
Le nozze della duchessa Cecilia di Meclemburgo-Schwerin e del principe ereditario tedesco Guglielmo ebbero luogo il 6 giugno 1905 a Berlino. Furono considerate le nozze dell'anno. Arrivando da Schwerin alla Lehrter Bahnhof di Berlino, la futura principessa ereditaria fu accolta sulla banchina con un dono di rose rosse. Si recò con una carrozza reale al castello del Belvedere dove fu accolta dall'intera famiglia imperiale tedesca. Dopo pranzo si cambiò l'abito da sposa e percorse in una carrozza di gala la Porta di Brandeburgo. Fu accolta con un saluto nel Tiergarten. La folla era allineata ai lati dell'Unter den Linden, mentre passava sulla strada che conduceva al Palazzo Reale di Berlino. Guglielmo II l'accolse al palazzo e la condusse alla sala dei Cavalieri, dove una cinquantina di ospiti provenienti da diverse casate reali europee attendevano la giovane sposa, compreso il granduca Michail Aleksandrovič di Russia, in rappresentanza di suo fratello, lo zar Nicola II, l'arciduca Francesco Ferdinando, in rappresentanza dell'Imperatore austriaco Francesco Giuseppe, nonché rappresentanti dalla Danimarca, Italia, Belgio, Portogallo e Paesi Bassi. Il giorno delle nozze, Guglielmo II insignì la nuora con l'Ordine di Luisa.
La cerimonia di nozze si svolse nella cappella reale e anche nella vicina cattedrale di Berlino. La coppia reale ricevette come regali di nozze gioielli inestimabili, argenteria e porcellane. Su desiderio della sposa, fu eseguita la famosa marcia nuziale di Richard Wagner dal Lohengrin insieme a brani tratti da I maestri cantori di Norimberga diretti dal celebre compositore Richard Strauss. Il giorno delle nozze, la duchessa Cecilia di Meclemburgo-Schwerin diventò sua altezza imperiale e reale la principessa ereditaria tedesca e la principessa ereditaria di Prussia. Ci si aspettava che un giorno sarebbe diventata imperatrice tedesca e regina di Prussia.

### Principessa ereditaria tedesca
Come principessa ereditaria tedesca, Cecilia divenne rapidamente uno dei membri più amati della Casata Imperiale tedesca. Era nota per la sua eleganza e la consapevolezza della moda. Non passò molto tempo prima che il suo stile fosse copiato da molte donne in tutto l'Impero tedesco. Dopo la fine dei festeggiamenti di nozze, la coppia ereditaria tedesca scelse come propria residenza estiva il Palazzo di Marmo di Potsdam. Ogni anno, all'inizio della stagione di corte a gennaio, la coppia sarebbe tornata al Palazzo del principe ereditario a Berlino sulla Unter den Linden.
All'epoca, la monarchia tedesca appariva essere molto sicura. Anche se in pubblico il matrimonio del principe e della principessa ereditaria sembrava essere perfetto, le crepe comparvero rapidamente a causa dell'occhio errante del principe ereditario. Molto presto, il principe ereditario avviò una serie di relazioni sentimentali che indebolirono il rapporto con sua moglie. Malgrado l'infedeltà del marito, fino al 1917, Cecilia diede alla luce sei figli. I loro figli furono:
- Principe Guglielmo di Prussia (1906–1940); sposò Dorothea von Salviati ed ebbe discendenza.
- Principe Luigi Ferdinando di Prussia, Capo del Casato di Hohenzollern (1907–1994); sposò la Granduchessa Kira Kirillovna of Russia, ed ebbe discendenza.
- Principe Uberto di Prussia (1909–1950); sposò la baronessa Maria von Humboldt-Dachroeden ma non ebbe discendenza, in seconde nozze sposò Maddalena di Reuss Köstritz ed ebbe discendenza.
- Principe Federico Giorgio di Prussia (1911–1966); sposò Lady Brigid Guinness ed ebbe discendenza.
- Principessa Alessandrina di Prussia (1915–1980); afflitta dalla sindrome di Down.
- Principessa Cecilia di Prussia (1917-1975); sposò Clyde Kenneth Harris (architetto americano), ed ebbe discendenza.

Lei stessa iniziò una relazione appassionata con il barone Otto von Dungern (1873-1969), aiutante di campo del marito.

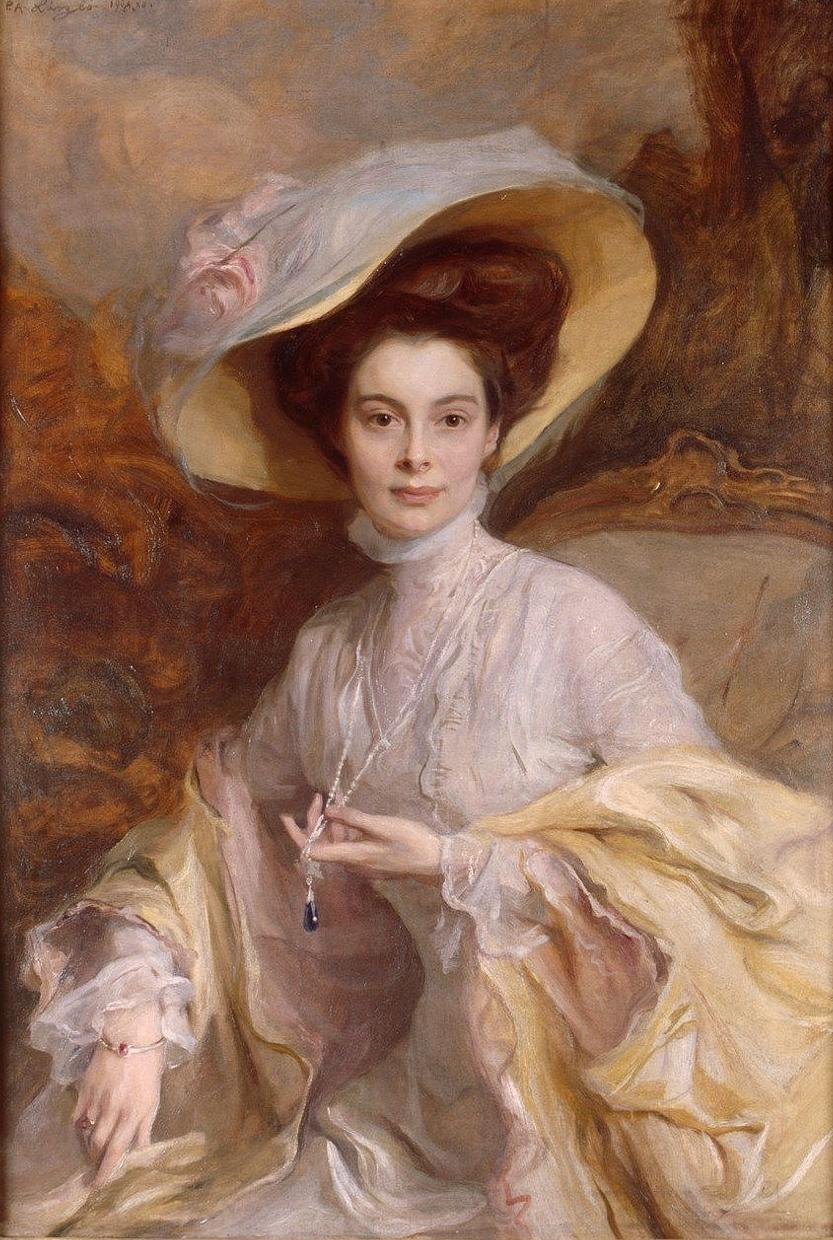
Principessa ereditaria Cecilia (1906), di Philip de László

### Impatto come principessa ereditaria tedesca
Cecilia ha avuto un impatto considerevole in una serie di settori, tra cui l'educazione delle donne. Diverse scuole e strade hanno preso il nome da lei. Il 6 dicembre 1906, la principessa ereditaria battezzò presso la Stettin Vulkan Works the Lloyd Steamship, "SS Kronprinzessin Cecilie". Per Cecilie, che ha avuto una grande passione per il mare fin dall'infanzia, il gesto le ha procurato grande gioia e onore. Verso la fine del 1910, la coppia intraprese un tour a Ceylon, in India e in Egitto.
La vita di Cecilia a Berlino era costituita da un costante giro di doveri reali che comprendevano partecipazioni a parate militari, banchetti di gala, cerimonie ufficiali e altre aspettative di corte, incluse visite di stato, tra cui quella dell'imperatore austriaco Francesco Giuseppe I d'Austria a Vienna. Nel maggio del 1911, Cecilia e suo marito visitarono la corte imperiale russa a San Pietroburgo. La visita coincise con il compleanno dello zar russo. Una visita a Londra da Giorgio V a Buckingham Palace seguita nel giugno del 1911. La rivista londinese, "The Sphere" riportò la visita come "i nostri amati visitatori per l'incoronazione". La regina Mary era particolarmente affezionata alla coppia imperiale e mantenne i contatti con la principessa ereditaria tedesca fino alla sua morte nel 1953. La visita a Londra del 1911 fu l'ultima rappresentanza di Cecilia.

## Prima guerra mondiale
Al momento dello scoppio della guerra, nel 1914, Cecilia era di nuovo incinta. Era angosciata quando la sua prima figlia, la principessa Alessandrina, nacque con la sindrome di Down. A causa della rigidità del protocollo di corte, le informazioni sulla sua condizione non furono rilasciate. Come principessa ereditaria tedesca, Cecilia doveva continuare a svolgere i suoi compiti, che in tempo di guerra consisteva in gran parte in visite regolari ai feriti di guerra nel tentativo di sostenere il morale. Il marito di Cecilia, il principe ereditario, prestava servizio sul fronte occidentale a sud, sotto il comando diretto del feldmaresciallo Hindenburg. Nell'ultima fase della guerra, grandi difficoltà hanno colpito il popolo tedesco. Cecilia, per i forti legami familiari con la madre russa, Anastasija, fu molto colpita dalla rivoluzione russa del marzo 1917: I suoi zii, i granduchi Nikolaj, Georgij e Sergej Michajlovič furono tutti assassinati.

### Rivoluzione
La situazione politica ed economica nell'ultimo anno di guerra divenne sempre più disperata. Il 6 novembre 1918, il nuovo cancelliere imperiale tedesco, il principe Max di Baden, incontrò il ministro Wilhelm Solf per discutere del futuro dell'Impero tedesco. Entrambi erano dell'opinione che la monarchia potesse sopravvivere solo con la rimozione del Kaiser e di suo figlio, il principe ereditario e l'istituzione di un reggente sotto il governo nominale del giovane figlio della principessa Cecilia. Tale idea scomparve rapidamente con Friedrich Ebert che divenne Cancelliere e una repubblica venne dichiarata pochi giorni dopo. Sia il Kaiser che il principe ereditario hanno attraversato il confine per cercare l'esilio nei Paesi Bassi neutrali. La monarchia crollò con la sconfitta della Germania alla fine della guerra. Cecilia con i suoi figli piccoli vissero a Potsdam durante il periodo rivoluzionario. Si trasferì dalla sua nuova casa di Cecilienhof con i suoi figli per unirsi a sua suocera nella relativa sicurezza del Nuovo Palazzo. Fu qui che l'imperatrice Augusta Vittoria informò sua nuora: "La rivoluzione è scoppiata: il Kaiser ha abdicato, la guerra è persa".

### Vita sotto la repubblica
L'ex principessa ereditaria tedesca non era nient'altro che realistica riguardo alla nuova situazione politica che affrontava la sua famiglia e la Germania. L'ex imperatrice andò in esilio per unirsi a suo marito. Cecilia era pronta a fare lo stesso, ma voleva rimanere in Germania con i suoi figli se era possibile. Ciò le fu permesso di fare e il 14 novembre lasciò tranquillamente il Nuovo Palazzo e tornò alla Cecilienhof. Come risultato di un cambiamento delle circostanze, Cecilia ha ridotto il personale domestico del 50%. Anche il tutore dei suoi figli lasciò il suo servizio e, di conseguenza, i suoi due figli maggiori, il principe Guglielmo e Luigi Ferdinando, per la prima volta parteciparono come studenti in una scuola vicina. Cecilia aveva una notevole simpatia per la difficile situazione del popolo tedesco. In risposta a un discorso dall'Unione delle donne tedesche a Berlino, l'ex principessa ereditaria dichiarò: "Non ho bisogno di simpatia, ho la bella situazione che può capitare a qualsiasi donna tedesca, l'educazione dei miei figli come buoni cittadini tedeschi".
A Guglielmo fu permesso di tornare in Germania dal suo esilio forzato nel 1923. Prima di allora le visite a lui erano difficili. Fortunatamente la famiglia Hohenzollern possedeva ancora considerevoli possedimenti privati in Germania grazie a un accordo provvisorio elaborato tra la famiglia Hohenzollern e lo stato prussiano nel novembre 1920.
In assenza del marito, Cecilia divenne la figura di spicco della Casa di Hohenzollern. L'ex principessa ereditaria non si faceva illusioni sul fatto che l'impero sarebbe stato restaurato, a differenza del suocero esiliato a Doorn. Il suo ritorno era completamente impossibile. Con l'elezione di Gustav Stresemann a cancelliere della Repubblica di Weimar nell'agosto 1923, iniziò la trattativa per l'ex principe ereditario. La sera del 13 novembre 1923 Cecilia incontrò suo marito a Castle Oels. Gli anni di separazione e il comportamento di Guglielmo avevano reso il matrimonio ora solo di nome, ma Cecilia era determinata a tenere insieme le cose anche a distanza. Visse a Cecilienhof, mentre suo marito viveva in Slesia. La coppia si riunirà per il bene dell'unità familiare in occasioni come matrimoni, cresime, battesimi e funerali. Nel 1927 fu raggiunto un accordo finanziario finale tra gli Hohenzollerns e lo stato prussiano. Cecilia è rimasta attiva all'interno di diverse organizzazioni di beneficenza come il Fondo Regina Luise, presidentessa dell'Unione delle donne della patria e le signore dell'Ordine di San Giovanni, pur non tenendo conto di alcun coinvolgimento politico. Con l'avvento al potere del Partito Nazionalsocialista di Adolf Hitler nel 1933, tutte queste organizzazioni caritatevoli furono sciolte.

### Dominio nazista
Durante il 1933-1945, Cecilia visse una vita privata al Cecilienhof. Suo figlio primogenito, il principe Guglielmo perse la sua posizione come possibile erede quando sposò Dorothea von Salviati il 3 giugno 1933. Ciò accadde perché non apparteneva a un'adeguata famiglia reale. Anche se la casa reale fu formalmente deposta, le sue rigide regole di casa continuarono a persistere. L'ex principe ereditario e la principessa erano più comprensivi nei confronti del loro figlio che il Kaiser esiliato. Cecilia non fu turbata e fu felice quando divenne nonna per la prima volta il 7 giugno 1934. Nel 1935, il secondo figlio di Cecilia lavorò, dopo aver studiato economia, per un periodo negli Stati Uniti come meccanico per Ford, con Lufthansa. Il suo terzo figlio, Uberto si unì all'esercito e poi nell'aeronautica militare per diventare pilota. Il figlio più giovane Federico divenne un uomo d'affari. Nel maggio del 1938, il principe Luigi Ferdinando sposò la granduchessa Kira, figlia del pretendente al trono russo, il granduca Kirill Vladimirovič, a Cecilienhof. Sarebbe stata l'ultima grande occasione di famiglia prima dello scoppio della guerra nel settembre 1939.

## Seconda guerra mondiale
Un periodo di relativa calma per la famiglia di Cecilia e per la Germania si concluse con lo scoppio della seconda guerra mondiale nel settembre 1939. Il nipote di Cecilia, il principe Oscar, cadde in disgrazia cinque giorni dopo l'inizio dell'invasione della Polonia. La tragedia più personale si ebbe quando il 25 maggio 1940 il principe Guglielmo fu ferito mortalmente in battaglia a Valenciennes, in Francia. Morì il 26 maggio in un ospedale da campo a Nivelle. I suoi funerali si sono svolti nella chiesa della pace a Potsdam il 28 maggio. Oltre 50.000 persone si sono dirette verso il suo ultimo luogo di riposo nel Tempio Antico vicino ai resti di sua nonna, l'ex imperatrice Augusta Vittoria. L'enorme affluenza nei confronti di un principe, che era morto da eroe, dalla precedente dinastia regnante, allarmò e infuriò Adolf Hitler. Di conseguenza, nessun principe di un'ex dinastia tedesca fu autorizzato a servire al fronte e nel 1943 Hitler ordinò che fossero tutti congedati dalle forze armate.
Nel 1941, l'ex Kaiser Guglielmo II morì. All'età di 55 anni, il marito di Cecilia divenne Capo della Casa di Hohenzollern. Mentre sotto la monarchia questo avrebbe significato un grande cambiamento per Cecilia e suo marito, il cambiamento era potenzialmente pericoloso a causa del leader dello stato tedesco nazista. Durante questo periodo, Cecilia e suo marito si ritirarono sempre più a Castello di Oels per vivere una vita tranquilla, lontana dai pericoli di Berlino. Con la guerra che andava male, Cecilia e la sua famiglia lasciarono il pericolo crescente dell'esercito sovietico per tornare a Potsdam dove celebrarono il Natale nel dicembre del 1944. Sarebbe stata l'ultima occasione nella sua amata patria. Nel febbraio del 1945 Cecilia lasciò Cecilienhof per l'ultima volta.

## Morte
Cecilia fuggì dall'esercito rosso nel febbraio 1945 per raggiungere Bad Kissingen, in Baviera. È stata raggiunta da suo marito e da alcuni dei loro figli. Guglielmo si era sistemato in una piccola casa a Hechingen. Un'altra tragedia la colpì quando un altro figlio, questa volta il principe Uberto, morì per appendicite l'8 aprile 1950. All'inizio del 1951, la salute dell'ex principe ereditario si deteriorò e il 20 luglio morì. Il 26 luglio, i suoi funerali si sono svolti al castello di Hohenzollern dove è stato sepolto nel terreno vicino a un'urna contenente le ceneri del defunto principe Uberto. Al braccio di suo figlio, il principe Luigi Ferdinando, Cecilia salutò definitivamente suo marito. Rimase a Bad Kissingen fino al 1952 quando si trasferì in un appartamento nel quartiere Frauenkopf di Stoccarda.
Nel 1952 furono pubblicate le sue memorie, Remembrances. In un atto di guarigione e amicizia, l'ex principessa ereditaria Cecilia fu ricevuta dalla vedova di re Giorgio V, la regina Mary, nel maggio 1952 durante una visita in Inghilterra. Cecilia prese parte al battesimo di sua nipote, la principessa Vittoria Marina di Prussia, figlia di suo figlio, il principe Federico. La tragedia la colpì ancora una volta quando la sorella di Cecilia, la regina Alessandrina di Danimarca, morì il 28 dicembre dello stesso anno. Il 3 gennaio 1953, Cecilie partecipò al suo funerale alla cattedrale di Roskilde. Da quel momento in poi, l'ex principessa ereditaria tedesca non si riprese mai completamente.
Morì il 6 maggio 1954 a Bad Kissingen. Fu sepolta accanto al principe ereditario Guglielmo nei terreni del castello di Hohenzollern.

## Titoli, trattamento, onorificenze e stemma

### Titoli e trattamento
- 20 settembre 1886 – 6 giugno 1905: sua altezza duchessa Cecilia di Meclemburgo-Schwerin
- 6 giugno 1905 - 9 novembre 1918: sua altezza imperiale & reale la principessa ereditaria tedesca, la principessa ereditaria di Prussia
- 9 novembre 1918 - 6 maggio 1954: sua altezza imperiale & reale principessa ereditaria tedesca, principessa ereditaria di Prussia (titolo tenuto in pretesa poiché la monarchia tedesca era stata abolita)

## Ascendenza
|                                                |                    |                                  | Genitori                           |  |  | Nonni |  |  | Bisnonni                               |  |  | Trisnonni                                 |  |
|                                                |                    |                                  |                                    |  |  |       |  |  | Paolo Federico di Meclemburgo-Schwerin |  |  | Federico Ludovico di Meclemburgo-Schwerin |  |
|                                                |                    |                                  |                                    |  |  |       |  |  | Paolo Federico di Meclemburgo-Schwerin |  |  | Federico Ludovico di Meclemburgo-Schwerin |  |
|                                                |                    | Elena Pavlovna Romanova          |                                    |  |  |       |  |  | Paolo Federico di Meclemburgo-Schwerin |  |  |                                           |  |
| Federico Francesco II di Meclemburgo-Schwerin  |                    |                                  |                                    |  |  |       |  |  | Paolo Federico di Meclemburgo-Schwerin |  |  |                                           |  |
|                                                |                    | Alessandrina di Prussia          | Federico Guglielmo III di Prussia  |  |  |       |  |  |                                        |  |  |                                           |  |
|                                                |                    | Alessandrina di Prussia          | Federico Guglielmo III di Prussia  |  |  |       |  |  |                                        |  |  |                                           |  |
|                                                |                    | Alessandrina di Prussia          | Luisa di Meclemburgo-Strelitz      |  |  |       |  |  |                                        |  |  |                                           |  |
| Federico Francesco III di Meclemburgo-Schwerin |                    | Alessandrina di Prussia          |                                    |  |  |       |  |  |                                        |  |  |                                           |  |
|                                                |                    | Enrico LXIII di Reuss-Köstritz   | Enrico VI di Reuss-Köstritz        |  |  |       |  |  |                                        |  |  |                                           |  |
|                                                |                    | Enrico LXIII di Reuss-Köstritz   | Enrico VI di Reuss-Köstritz        |  |  |       |  |  |                                        |  |  |                                           |  |
|                                                |                    | Enrico LXIII di Reuss-Köstritz   | Enrichetta Casado y Huguetan       |  |  |       |  |  |                                        |  |  |                                           |  |
| Augusta di Reuss-Köstritz                      |                    | Enrico LXIII di Reuss-Köstritz   |                                    |  |  |       |  |  |                                        |  |  |                                           |  |
|                                                |                    | Eleonora di Stolberg-Wernigerode | Enrico di Stolberg-Wernigerode     |  |  |       |  |  |                                        |  |  |                                           |  |
|                                                |                    | Eleonora di Stolberg-Wernigerode | Enrico di Stolberg-Wernigerode     |  |  |       |  |  |                                        |  |  |                                           |  |
|                                                |                    | Eleonora di Stolberg-Wernigerode | Giovanna di Schönburg-Waldenburg   |  |  |       |  |  |                                        |  |  |                                           |  |
| Cecilia di Meclemburgo-Schwerin                |                    | Eleonora di Stolberg-Wernigerode |                                    |  |  |       |  |  |                                        |  |  |                                           |  |
|                                                | Nicola I di Russia | Paolo I di Russia                |                                    |  |  |       |  |  |                                        |  |  |                                           |  |
|                                                | Nicola I di Russia | Paolo I di Russia                |                                    |  |  |       |  |  |                                        |  |  |                                           |  |
|                                                | Nicola I di Russia | Sofia Dorotea di Württemberg     |                                    |  |  |       |  |  |                                        |  |  |                                           |  |
| Michail Nikolaevič Romanov                     | Nicola I di Russia |                                  |                                    |  |  |       |  |  |                                        |  |  |                                           |  |
|                                                |                    | Carlotta di Prussia              | Federico Guglielmo III di Prussia  |  |  |       |  |  |                                        |  |  |                                           |  |
|                                                |                    | Carlotta di Prussia              | Federico Guglielmo III di Prussia  |  |  |       |  |  |                                        |  |  |                                           |  |
|                                                |                    | Carlotta di Prussia              | Luisa di Meclemburgo-Strelitz      |  |  |       |  |  |                                        |  |  |                                           |  |
| Anastasija Michajlovna Romanova                |                    | Carlotta di Prussia              |                                    |  |  |       |  |  |                                        |  |  |                                           |  |
|                                                |                    | Leopoldo di Baden                | Carlo Federico di Baden            |  |  |       |  |  |                                        |  |  |                                           |  |
|                                                |                    | Leopoldo di Baden                | Carlo Federico di Baden            |  |  |       |  |  |                                        |  |  |                                           |  |
|                                                |                    | Leopoldo di Baden                | Luisa Carolina Geyer di Geyersberg |  |  |       |  |  |                                        |  |  |                                           |  |
| Cecilia di Baden                               |                    | Leopoldo di Baden                |                                    |  |  |       |  |  |                                        |  |  |                                           |  |
|                                                |                    | Sofia Guglielmina di Svezia      | Gustavo IV Adolfo di Svezia        |  |  |       |  |  |                                        |  |  |                                           |  |
|                                                |                    | Sofia Guglielmina di Svezia      | Gustavo IV Adolfo di Svezia        |  |  |       |  |  |                                        |  |  |                                           |  |
|                                                |                    | Sofia Guglielmina di Svezia      | Federica di Baden                  |  |  |       |  |  |                                        |  |  |                                           |  |
|                                                |                    | Sofia Guglielmina di Svezia      |                                    |  |  |       |  |  |                                        |  |  |                                           |  |